# فندق جاردن، غوانغتشو
فندق جاردن، غوانغتشو (بالإنجليزية: LN Garden Hotel or The Garden Hotel)‏، هو الفندق الأول والوحيد الذي يحمل تصنيف 5 نجوم بلاتينية في قلب المنطقة التجارية لمدينة غوانغتشو، والمقر الرئيسي لدورة الألعاب الآسيوية السادسة عشر.
يتكون الفندق من مبنيين هما برج الفندق وبرج الحديقة، ويشغل الموقع مساحة 48,000 متر مربع. ويتخذ الفندق «الكابوك» زهرة مدينة غوانغتشو شعارًا له.

## مرافق الفندق
يضم فندق جاردن 828 غرفة للنزلاء، و800 شقة سكنية ومكتب وكذلك 10 مطاعم وحانات، و10 قاعات حفلات وقاعة مؤتمرات تتسع لـ 1200 شخص أو 85 طاولة ولائم. يوجد نادي صحي في حديقة السطح في الطابق الرابع. وتشتمل المرافق الترفيهية في الفندق على حوض سباحة في الهواء الطلق وصالة ألعاب رياضية وغرفة بخار وملاعب التنس والاسكواش. كما يوفر الفندق لضيوفه مركز تجاري ورواق متاجر ومواقف السيارات وبنوك ومكتب بريد ومركز بيع التذاكر.

## أحدث الجوائز
| التاريخ    | الجوائز |
| ---------- | --- |
| 2010-05-11 | "جائزة فندق الصين للنجمة الذهبية" التي تمنحها جمعية الفنادق السياحية في الصين.                                        |
| 2010-04-08 | "أفضل فندق للأعمال في غوانغتشو" حسب دليل تايون لنقل المعدات الصين.                                                    |
| 2010-03-18 | "أفضل 10 فنادق ساحرة في الصين" في جوائز فندق النجوم في الصين.                                                         |
| 2008-03-07 | "أفضل عشرة فنادق الأكثر جاذبية في الصين" "صاحب العمل الأمثل من الصين للصناعة الفندقية" في جوائز فندق النجوم في الصين. |
| 2007-10-21 | "جائزة العلامة التجارية الوطنية" في حفل توزيع جوائز البلاتيني لمنتدى فندق المنظمة الدولية.                            |
| 2007-06-15 | "أفضل عشرة علامات تجارية شهيرة الفنادق في آسيا" في فندق جلوبال، الذهبية العالمية للفندق العالمي.                      |
| 2005-11-19 | "أفضل عشرة فنادق شعبية الأكثر في الصين" في حفل توزيع جوائز البلاتيني لفندق المنتدى المنظمة الدولية.                   |
| 2005-04-18 | "أفضل عشرة فنادق رجال الأعمال الشعبية في الصين" في فندق جوائز غولدن سادة الصين.                                       |